# Icon for Hire
Icon for Hire é uma banda americana de punk rock de Decatur, Illinois. Formada em 2007, a formação atual da banda consiste na vocalista Ariel e no guitarrista Shawn Jump. Seu álbum de estreia, Scripted, foi lançado pela gravadora Tooth & Nail em 23 de agosto de 2011, e desde então tem quebrado recordes para primeira semana de vendas de um álbum de estreia além de fazer sete paradas da Billboard.

## História

### Origem (2007-2009)
Ariel conheceu Jump em 2007 e, ao descobrir que ele tocava guitarra, iniciou uma colaboração musical entre os dois. Quando a necessidade de um baterista surgiu, Jump recrutou Adam Kronshagen, com quem tinha jogado casualmente como um membro da cena local do partido (dos quais Jump foi de seis meses limpo na época). O baixista Joshua Davis juntou-se a banda que foi formada oficialmente em dezembro do mesmo ano.
A banda tocou seu primeiro show em um clube local diante de uma platéia de familiares e amigos, que deram a eles uma recepção positiva, embora, por admissão própria da banda, eles deram um péssimo desempenho. Ariel foi citada como tendo dito do desempenho, "Nossa paixão pela música estava lá, qualquer coisa que faltava em som que compensou com entusiasmo." Ao longo dos próximos dois anos, a banda fez tour por todo o Centro-Oeste e lançou dois EPs, Icon for Hire EP (2008) e o The Grey EP (2009). No mesmo ano com o lançamento deste último, o baixista original Joshua Davis deixou a banda.

### Tooth and NaileScripted(2009-2011)

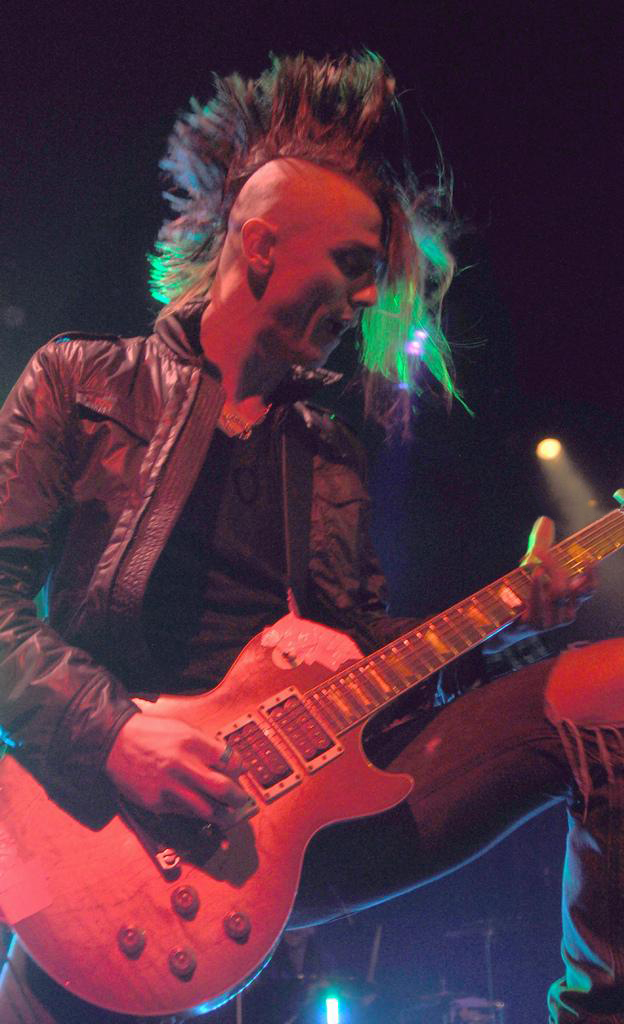
Guitarrista Shawn Jump tocando em um show em 2011

No final de 2009, a banda foi contratada pela Tooth & Nail records através do Myspace. A gravadora, em seguida, enviou representantes para um dos shows da banda, e eventualmente assinou com eles em julho de 2010. "Estamos entusiasmados em se juntar a um grupo tão bem estabelecido e respeitado como a Tooth & Nail", compartilhou a banda em cima de sua assinatura . "É uma gravadora que tem uma história de sempre apresentar uma boa música e realmente trabalhando lado a lado com seus artistas. Porque estamos fazendo isso por conta própria há mais de dois anos, e parece muito boa a parceria com a Tooth & Nail. Nós mal podemos esperar para gravar nosso álbum de estreia e ver onde esta estrada nos leva". Eles passaram o último trimestre de 2010 no estúdio com o produtor Rob Hawkins e Aaron Sprinkle para gravar seu álbum de estreia em primeiro lugar, Scripted, que foi lançado pela gravadora em 23 de agosto de 2011. O álbum alcançou na Billboard EUA #7 para álbuns de hard rock, #5 para álbuns cristãos, #16 para álbuns alternativos, #22 para álbuns de rock e #95 na Billboard 200. Ele também vendeu mais de 4.300 unidades no primeiro mês de lançamento e quebrou o recorde de vendas na primeira semana em um álbum de estreia da Tooth & Nail. A banda também obteve sucesso com o single "Make A Move", que atingiu a posição #13 em R&R/Billboard's Christian Rock e teve um vídeo da música lançado exclusivamente online pelo site da revista Guitar World. Também em 2011, a banda adquiriu o baixista Josh Kincheloe.

### Icon For Hire(segundo álbum de estúdio)
De acordo com uma entrevista em fevereiro de 2012 para a TVU, a banda estava nos estágios iniciais de escrever canções para um segundo álbum, mas com planos para fazer tour ao máximo que puder para o restante de 2012. No início de 2013, eles entraram no estúdio em Los Angeles com o produtor Mike Green para gravar o novo álbum, com previsão de lançamento para o outono do mesmo ano. Os títulos de algumas músicas que fariam parte do álbum foram revelados em suas redes sociais, entre elas Sorry About Your Parents e Slow Down. Em 15 de Agosto de 2013 a banda divulgou o primeiro single do seu segundo álbum de estúdio, chamado Cynics and Critics. O álbum foi lançado em 15 de Outubro de 2013 e alcançou na Billboard EUA #8 para álbuns de hard rock, #4 para álbuns cristãos, #16 para álbuns alternativos, #20 para álbuns de rock e #66 na Billboard 200.

### Saída daTooth and NaileYou Can't Kill Us: 2015–presente
Em 6 de junho de 2015, Icon For Hire anunciou que quebrou seu contrato com a Tooth & Nail Records para se tornar independente, citando diferenças criativas, ideológicas e técnicas com a gravadora. Eles simultaneamente anunciaram que iriam lançar uma música nova e lançaram a música, "Now You Know". Icon For Hire lançou um EP (em versão limitada) contendo as músicas Now You Know e Bam Bam Pop. Em 12 de fevereiro do mesmo ano, a banda postou em seu canal oficial no YouTube o clipe oficial da música Now You Know.
Em 20 de novembro de 2015, a banda anunciou que Adam Kronshagen estava deixando a banda, a fim de se concentrar mais em sua família, e que a banda iria continuar.
Em 15 de março de 2016, a banda anunciou uma campanha Kickstarter para seu novo álbum, "You Can't Kill Us". O álbum seria lançado em todo o ano, com três novas canções lançadas a cada três meses. A banda arrecadou US $ 127.200, superando a meta inicial de US $ 2.016.
Até o momento, foram realizadas 6 músicas para o álbum You Can't Kill Us: Here We Are, Supposed To Be, You Were Wrong (que recebeu um videoclipe), Get Well II, Happy Hurts (que recebeu um Lyric Video) e Pulse.

## Membros
- Ariel Bloomer – vocais e teclado (2007–presente)
- Shawn Jump – guitarra(2007–presente)

Ex-Integrantes
- Joshua Davis – baixo e "unclean vocals" (2007–2009)
- Josh Kincheloe – baixo e backing vocals (2011–2014)
- Adam Kronshagen – bateria (2007–2015)

## Discografia
EPs
- Icon for Hire EP (2008)
- The Grey EP (2009)
- Now You Know EP (2015)

Álbuns de estúdio
| Ano  | Título            | Gravadora            | Posições | Posições       | Posições        | Posições            | Posições            | Posições             |
| Ano  | Título            | Gravadora            | Top 200  | Álbuns de rock | Álbuns cristãos | Álbuns alternativos | Álbuns de hard rock | Álbuns independentes |
| ---- | ----------------- | -------------------- | -------- | -------------- | --------------- | ------------------- | ------------------- | -------------------- |
| 2011 | Scripted          | Tooth & Nail Records | 95       | 22             | 5               | 16                  | 7                   |                      |
| 2013 | Icon For Hire     | Tooth & Nail Records | 66       | 20             | 4               | 16                  | 8                   | 11                   |
| 2016 | You Can't Kill Us | Icon For Hire        |          |                |                 |                     |                     |                      |

Singles
| Ano  | Título                     | Álbum             |
| ---- | -------------------------- | ----------------- |
| 2011 | "Make A Move"              | Scripted          |
| 2011 | "Get Well"                 | Scripted          |
| 2011 | "The Grey"                 | Scripted          |
| 2011 | "Off With Her Head"        | Scripted          |
| 2011 | "Fight"                    | Scripted          |
| 2011 | "Iodine"                   | Scripted          |
| 2011 | "Pieces"                   | Scripted          |
| 2013 | "Cynics & Critics"         | Icon For Hire     |
| 2013 | "Sugar & Spice"            | Icon For Hire     |
| 2014 | "Counting on Hearts"       | Icon For Hire     |
| 2014 | "Sorry About Your Parents" | Icon For Hire     |
| 2015 | "Now You Know"             | Now You Know      |
| 2015 | "Bam Bam Pop"              | Now You Know      |
| 2016 | "Here We Are"              | You Can't Kill Us |
| 2016 | "Supposed To Be"           | You Can't Kill Us |
| 2016 | "You Were Wrong"           | You Can't Kill Us |
| 2016 | "Get Well II"              | You Can't Kill Us |
| 2016 | "Happy Hurts"              | You Can't Kill Us |
| 2016 | "Pulse"                    | You Can't Kill Us |

## Videografia
Videoclipes
| Ano  | Música              | Diretor            |
| ---- | ------------------- | ------------------ |
| 2011 | "Make A Move"       | Van Alan Blumreich |
| 2011 | "Get Well"          | Van Alan Blumreich |
| 2012 | "Off With Her Head" | Daniel Quinones    |
| 2013 | "Cynics & Critics"  |                    |
| 2016 | "Now You Know"      | Jamie Holt         |
| 2016 | "Happy Hurts"       |                    |
| 2016 | "Supposed To Be"    | Jamie Holt         |

Contribuições
| Ano  | Compilação                               | Gravadora            | Música        |
| ---- | ---------------------------------------- | -------------------- | ------------- |
| 2011 | Tooth & Nail Records Summer Sampler 2011 | Tooth & Nail Records | "Make A Move" |
| 2011 | Now Hear This! 7.0                       | Sparrow Records      | "Make A Move" |
| 2011 | A Very Tooth & Nail Christmas Sampler    | Tooth & Nail Records | "Make A Move" |

Outras músicas
- "Conversation With A Rockstar"
- "Sno"
- "Perfect Storm"
- "One Million Ways"